# 樱井津久美
樱井津久美（日语：／ Sakurai Tsugumi，2001年9月3日—），日本女子摔跤运动员，參與項目為55公斤、57公斤級。她曾代表日本参加世界摔跤锦标赛，获得二枚金牌。她也曾获得一枚亚洲摔跤锦标赛金牌。她也在2024年夏季奧運會獲得一枚金牌。